# San Pedro Tenango
San Pedro Tenango es una localidad del estado mexicano de Guanajuato. Es parte del municipio de Apaseo el Grande.

## Toponimia
El nombre «San Pedro» hace referencia al santo patrono de la localidad: Pedro el Apóstol. El nombre «Tenango» proviene de los términos en náhuatl: tenamitl, muralla; co, lugar. Su significado es «lugar fortificado».

## Demografía
| Gráfica de evolución demográfica |
|                                  |

| Censo | Población |
| ----- | --------- |
| 1900  | 975       |
| 1910  | 882       |
| 1921  | 802       |
| 1930  | 989       |
| 1940  | 1 109     |
| 1950  | 1 453     |
| 1960  | 1 211     |
| 1970  | 2 302     |
| 1980  | 2 488     |
| 1990  | 3 493     |
| 2000  | 3 534     |
| 2010  | 3 674     |
| 2020  | 3 948     |